# ドナルド・トランプ政権のタイムライン
ドナルド・トランプ（ニューヨーク州出身の共和党員、最初の任期中に主要な居住地をフロリダ州に移動した）は、2016年にアメリカ合衆国大統領に選出された。2017年1月20日に第45代のアメリカ合衆国大統領に就任し、大統領職は2021年1月20日にジョー・バイデン大統領の就任により終了した。その後、2024年に2回目に非連続の任期で大統領に選出され、2025年1月20日に第47代目の大統領として再び就任した。
以下の記事では、トランプの第1次政権と第2次政権のタイムラインと、それぞれの大統領就任前の記事をカバーしている。

## 第1次政権（2017–2021）
- 政権前: 2015年–2017年
  - ドナルド・トランプの2016年大統領選挙キャンペーン（英語版）
  - 第1次ドナルド・トランプ政権への移行（英語版）
- 第1次政権: 2017年
  - 第1次ドナルド・トランプ政権の最初の100日間（英語版）
  - 第1次ドナルド・トランプ政権のタイムライン (2017年Q1)（英語版）
  - 第1次ドナルド・トランプ政権のタイムライン (2017年Q2)（英語版）
  - 第1次ドナルド・トランプ政権のタイムライン (2017年Q3)（英語版）
  - 第1次ドナルド・トランプ政権のタイムライン (2017年Q4)（英語版）
- 第1次政権: 2018年
  - 第1次ドナルド・トランプ政権のタイムライン (2018年Q1)（英語版）
  - 第1次ドナルド・トランプ政権のタイムライン (2018年Q2)（英語版）
  - 第1次ドナルド・トランプ政権のタイムライン (2018年Q3)（英語版）
  - 第1次ドナルド・トランプ政権のタイムライン (2018年Q4)（英語版）
- 第1次政権: 2019年
  - 第1次ドナルド・トランプ政権のタイムライン (2019年Q1)（英語版）
  - 第1次ドナルド・トランプ政権のタイムライン (2019年Q2)（英語版）
  - 第1次ドナルド・トランプ政権のタイムライン (2019年Q3)（英語版）
  - 第1次ドナルド・トランプ政権のタイムライン (2019年Q4)（英語版）
- 第1次政権: 2020年–2021年
  - 第1次ドナルド・トランプ政権のタイムライン (2020年Q1)（英語版）
  - 第1次ドナルド・トランプ政権のタイムライン (2020年Q2)（英語版）
  - 第1次ドナルド・トランプ政権のタイムライン (2020年Q3)（英語版）
  - 第1次ドナルド・トランプ政権のタイムライン (2020年Q4-2021年1月)（英語版）

## 第2次政権（2025–現在)
- 政権間: 2021年–2025年
  - ドナルド・トランプの2024年大統領選挙キャンペーン（英語版）
  - 第2次ドナルド・トランプ政権への移行（英語版）

- 第2次政権: 2025年
  - 第2次ドナルド・トランプ政権の最初の100日間（英語版）
  - 第2次ドナルド・トランプ政権のタイムライン (2025年Q1)
  - 第2次ドナルド・トランプ政権のタイムライン (2025年Q2)